# يوجين سافاج
يوجين سافاج (بالإنجليزية: Eugene Savage)‏ هو رسام أمريكي، ولد في 29 مارس 1883 في كوفينغتون في الولايات المتحدة، وتوفي في 19 أكتوبر 1978 في Woodbury, Connecticut ‏ في الولايات المتحدة.

## روابط خارجية
- يوجين سافاج على موقع أوليمبيديا (الإنجليزية)